# Richard Büttner (Botaniker)
Oskar Alexander Richard Büttner, auch Oscar, (* 28. September 1858 in Brandenburg an der Havel; † 11. September 1927 in Berlin) war ein preußischer, deutscher Botaniker und Afrikaforscher. Sein offizielles botanisches Autorenkürzel lautet „Büttner“.

## Leben und Wirken
Büttner wurde 1858 in Brandenburg a. H. geboren. Er studierte in Berlin, wo er 1883 mit seiner Dissertation „Flora advena marchica“ promoviert wurde.
Büttner war naturwissenschaftlicher Teilnehmer an der Expedition der Afrikanischen Gesellschaft in Deutschland (1884–1886), die unter der Leitung von Eduard Schulze der „Erforschung des südlichen Kongobeckens“ dienen sollte. Sie drang in damals aus europäischer Sicht unerforschte Gebiete vor. Einige Arten wurden nach seinen Belegen beschrieben, er selbst beschrieb u. a. Xyris congensis. Nach ihm benannt wurde Aloe buettneri sowie die Furchenzahn-Waldmaus (Leimacomys buettneri).
In den Jahren 1890/1891 leitete er eine Forschungsstation in Bismarckburg in Togo. Nach seiner Rückkehr arbeitete er als Lehrer in Berlin. Dort gründete er den ersten Lehrstuhl für afrikanische Sprachen in Deutschland. Er starb unverheiratet am 11. September 1927 in Berlin-Karlshorst.

## Belege
1. ↑  Gerhard Wagenitz, Die Erforscher der Pflanzenwelt von Berlin und Brandenburg. Verh. Bot. Ver. Berlin Brandenburg, Beiheft 6: 216. 2009
2. ↑  Bo Beolens, Michael Watkins, Michael Grayson: The Eponym Dictionary of Mammals. Johns Hopkins University Press, Baltimore MD 2009, ISBN 978-0-8018-9304-9, S. 63.
3. ↑  Gerhard Wagenitz, Die Erforscher der Pflanzenwelt von Berlin und Brandenburg. Verh. Bot. Ver. Berlin Brandenburg, Beiheft 6: 216. 2009